# 特別都市計画法
特別都市計画法（とくべつとしけいかくほう）は、次の2つの日本の法律。
1. 特別都市計画法（大正12年12月24日法律第53号）は、1923年（大正12年）12月24日に公布された法律。同年9月1日に起きた関東大震災により被災した東京市、横浜市の復興を促進するため、土地区画整理事業に関して耕地整理法等の特例を定めた。委員会等ノ整理等ニ関スル法律（昭和16年法律第35号）により廃止。
2. 特別都市計画法（昭和21年9月11日法律第19号）は、1946年（昭和21年）9月11日に公布された日本の法律。戦争（太平洋戦争）で災害を受けた市（東京都区部を含む）の復興を促進するため、復興計画、緑地地域等に関して都市計画法等の特例を定めた。土地区画整理法施行法 （昭和29年法律第120号、1955年〈昭和30年〉4月1日施行）により廃止。

特別都市計画法（とくべつとしけいかくほう、昭和21年9月11日法律第19号）は、1946年（昭和21年）9月11日に公布された日本の法律。戦争（太平洋戦争）で災害を受けた市（東京都区部を含む）の復興を促進するため、復興計画、緑地地域等に関して都市計画法等の特例を定めた。土地区画整理法施行法 （昭和29年法律第120号、1955年〈昭和30年〉4月1日施行）により廃止。

## 概要
特別都市計画法（昭和21年法律第19号）は、1946年（昭和21年）に公布された、戦争により被災した都市の復興を促進するための法律である。第二次世界大戦後、空襲などで大きな被害を受けた都市は、本法に基づき「戦争で災害を受けた市」（戦災都市）に指定された。この「戦災都市」の指定を受けた都市は、全国115都市に及び、これらの都市は次々と大規模な「戦災復興都市計画」を策定していった。
土地区画整理法施行法（昭和29年法律第120号、1955年〈昭和30年）4月1日施行）により廃止。

## 特別都市建設法
1949年（昭和24年）、政府は、過大な都市計画の実施による財政負担を懸念して、「戦災復興都市計画の再検討に関する基本方針」（昭和24年6月24日閣議決定）を示して、特別都市計画法に基づく事業規模を大幅に縮小させた。
この政府方針に危機感を抱いたいくつかの都市は、国会に特別法の制定を働きかけ、1949年（昭和24年）から1951年（昭和26年）までの3年間で15本に及ぶ特別都市建設法が制定された。これらの特別都市建設法は、いずれも地方自治特別法として制定され、住民投票に付された。

### 現行の特別都市建設法
- 広島平和記念都市建設法（昭和24年法律第219号）
- 長崎国際文化都市建設法（昭和24年法律第220号）
- 旧軍港市転換法（昭和25年法律第220号）
- 別府国際観光温泉文化都市建設法（昭和25年法律第221号）
- 伊東国際観光温泉文化都市建設法（昭和25年法律第222号）
- 熱海国際観光温泉文化都市建設法（昭和25年法律第233号）
- 横浜国際港都建設法（昭和25年法律第248号）
- 神戸国際港都建設法（昭和25年法律第249号）
- 奈良国際文化観光都市建設法（昭和25年法律第250号）
- 京都国際文化観光都市建設法（昭和25年法律第251号）
- 松江国際文化観光都市建設法（昭和26年法律第7号）
- 芦屋国際文化住宅都市建設法（昭和26年法律第8号）
- 松山国際観光温泉文化都市建設法（昭和26年法律第117号）
- 軽井沢国際親善文化観光都市建設法（昭和26年法律第253号）

このほか、名称に「都市建設」を含む法律については以下のものがある。
- 筑波研究学園都市建設法（昭和45年法律第73号）
- 関西文化学術研究都市建設促進法（昭和62年法律第72号）